# Abeurador

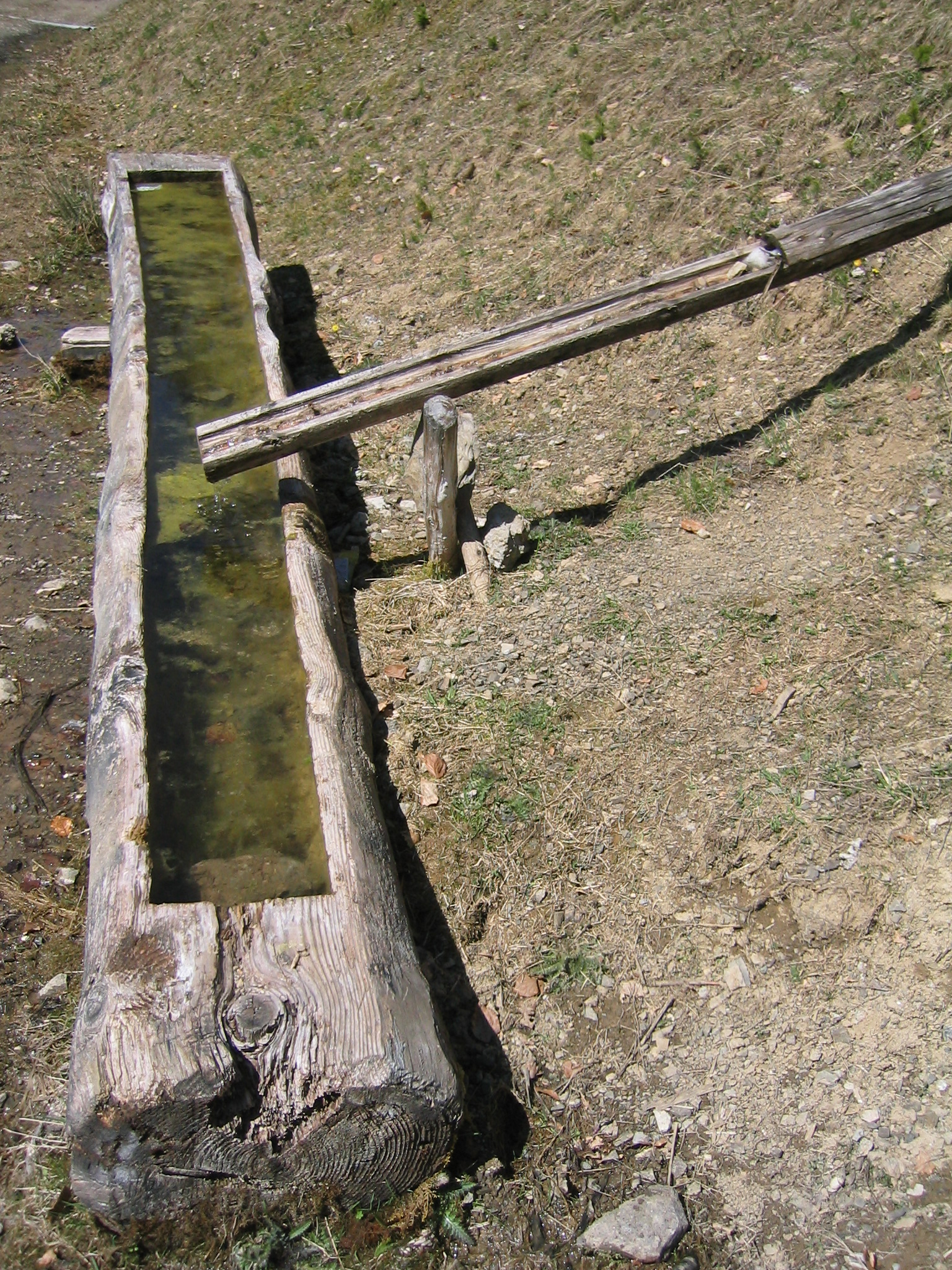
Abeurador en una muntanya.

Un abeurador és un lloc on solen anar a beure els animals. També s'anomena abeurador al recipient disposat per a donar beure als animals de companyia o al bestiar.
Un abeurador pot estar format per una estructura de pedra en sec que serveix de diposit d'aigua i permet I'entrada dels animals. Presenta una zona coberta, on s'acumula l'aigua per evitar-ne l'evaporació i I'embrutiment, i una rampa d'accés. Té una coberta de filades de pedra molt juntes que formen una volta molt rebaixada. Té dos marges que delimiten la rampa d'accés a l'aigua. Té una obertura en forma d'arc apuntat.

## Tipus

### Naturals
Els rius, rierols, torrents, llacs i deus figuren en el grup d'abeuradors naturals juntament amb alguns vegetals, les fulles dels quals, per la seva forma còncava, conserven l'aigua de la pluja i la rosada de les nits, com algunes espècies de cards, que serveixen d'abeurador als ocells. Als països tropicals hi ha diverses plantes que destil·len un suc aquós, límpid, potable i molt fresc que els viatgers usen, en aquelles immenses selves, per apagar la set, com les lianes, l'interior de les quals està ple d'aigua i el nepente, molt comú en Madagascar, on els indígenes li donen un nom que equival a abeurador.

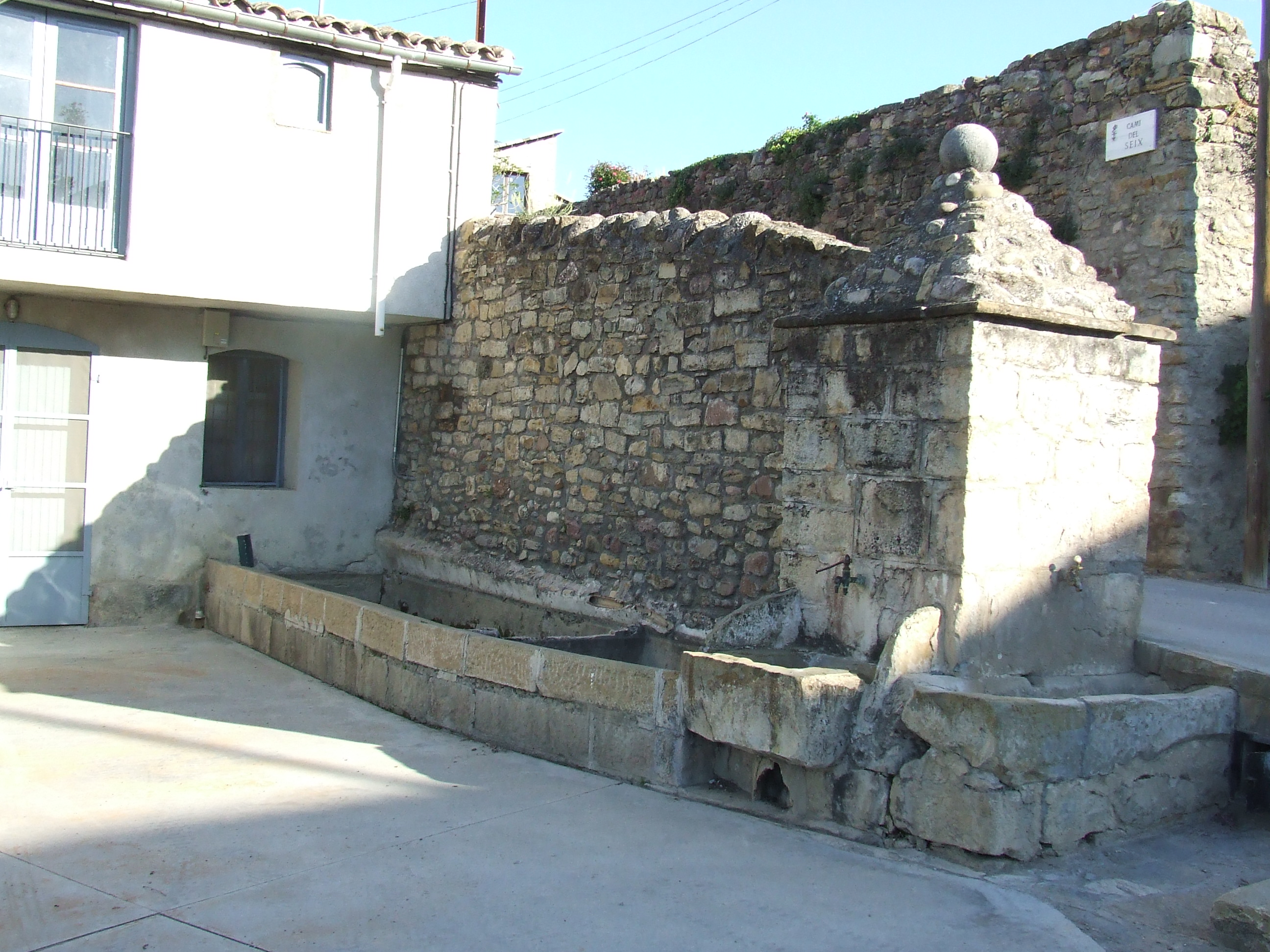
Font i abeurador a Salàs de Pallars

### Per al bestiar de pastura
Són llocs, al costat d'un estany, riu o zona humida especialment habilitats perquè el bestiar s'hi pugui abeurar. Poden consistir en un pendent, empedrat i tancat, a la qual es condueix l'aigua. L'abeurador ha de ser espaiós, perquè els animals puguin entrar i sortir amb facilitat sense causar-se dany ni atropellar les propietats contigües. Ha d'anar-se amb compte que les aigües siguin bé netes, a fi que no danyin als animals, ni saturin l'atmosfera amb gèrmens, amb aquest objecte s'han de netejar-se sovint i evitar que en els esmentats paratges es tirin animals, cossos, immundícies o altres objectes que puguin corrompre les aigües.
D'altres consisteixen en una pica allargada, tradicionalment de pedra o fusta (encara que també poden ser de metall o plàstic), col·locada horitzontalment, al costat d'un pou o d'una font d'aigua. Alguns són alhora fonts monumentals i abeuradors.
Per al bestiar de granja o animals de companyia
Són recipients disposats per a donar beure als animals de companyia o al bestiar. Tradicionalment consisteixen simplement en un atuell de terrissa o un altre material on es posa l'aigua. La industrialització de la ramaderia ha donat a lloc diferents solucions per tal de mantenir el bestiar convenientment hidratat i al mateix temps estalviar aigua. Així per exemple han aparegut els abeuradors mecànics, que disposen de mecanismes per omplir-los d'aigua, com els abeuradors automàtics que s'omplen quan l'animal fa obrir la tapadora del recipient, o els de nivell constant que es mantenen sempre plens d'aigua amb l'ajut una vàlvula de flotador que manté el nivell de l'aigua. Els abeuradors de pressió són abeuradors automàtics en què l'aigua raja únicament quan l'animal pressiona amb el morro una placa articulada. Vegeu també Abeurador de mascota.